# Rastaman Vibration
A Rastaman Vibration Bob Marley and the Wailers roots reggae-albuma, melyet 1976-ban adtak ki.

## Számok

### A  oldal
1. "Positive Vibration" (Vincent Ford)
2. "Roots, Rock, Reggae" (Vincent Ford)
3. "Johnny Was" (Rita Marley)
4. "Cry To Me" (Bob Marley)
5. "Want More" (Aston Barrett)

### B  oldal
1. "Crazy Baldhead" (Rita Marley/Vincent Ford)
2. "Who The Cap Fit" (Aston Barrett/Carlton Barrett)
3. "Night Shift" (Bob Marley)
4. "War" (Alan Cole/Carlton Barrett)
5. "Rat Race" (Rita Marley)

### Bonus Track
1. "Jah Live" (Bob Marley)

## Külső hivatkozások
- https://web.archive.org/web/20071024134545/http://www.roots-archives.com/release/127